# Spaelotis juncta
Spaelotis juncta är en fjärilsart som beskrevs av Barend J. Lempke 1962. Spaelotis juncta ingår i släktet Spaelotis och familjen nattflyn. Inga underarter finns listade i Catalogue of Life.